# Wendy Jans
Wendy Jans (* 14. Juni 1983 in Bree) ist eine belgische Snookerspielerin.

## Karriere
Jans lernte das Billardspielen im Snookerclub De Kaaihoeve, das ihrem Vater gehört. 1994 begann sie mit dem Spielen und 1998 wurde sie als jüngste Spielerin erstmals belgische Meisterin. Im Jahr darauf gewann sie bereits den Continental Cup und wurde Zweite der Europameisterschaft. In den folgenden Jahren wurde sie zu einer der führenden Spielerinnen auf dem europäischen Kontinent und konnte es auch mit den Konkurrentinnen von den britischen Inseln aufnehmen. Ab 1999 stand sie fünfmal in Folge im Finale der Europameisterschaft, unterlag aber jedes Mal Kelly Fisher. 2003 gewann sie als erste Nicht-Britin mit den Scottish Open ein Weltranglistenturnier. Bei der IBSF-Amateur-Snookerweltmeisterschaft stand sie ab 2003 fünfmal in Folge im Finale und gewann 2006 den Titel. Bei der Europameisterschaft siegte sie ab 2004 dreimal in Folge. Meist stand sie in den frühen Jahren noch im Schatten ihrer übermächtigen englischen Konkurrentinnen Kelly Fisher und Reanne Evans. Dies änderte sich erst in den 2010er Jahren. Ab 2009 wurde sie Seriensiegerin bei der Europameisterschaft und ist mit vierzehn Titeln Rekordtitelträgerin. 2012 wurde sie zum zweiten Mal Weltmeisterin und konnte in den fünf folgenden Jahren ihre Position als weltbeste Spielerin verteidigen. Mit vierzehn Finalteilnahmen und neun Titeln ist sie die erfolgreichste Spielerin in der Geschichte der Amateur-WM. 2022 erreichte Jans erstmals das Finale der professionellen Frauen-Weltmeisterschaft, unterlag aber Nutcharut Wongharuthai. Ein Sieg hätte für Jans die Qualifikation für die Profitour bedeutet.
Mitte der 2000er nahm sie auch an internationalen Poolbillard-Turnieren teil und erreichte dort in Europa und den USA ebenfalls gute Platzierungen, unter anderem Platz 3 der Europameisterschaften im 14/1 im Jahr 2004. Große Erfolge hat sie aber vor allem im Snooker. Bis 2024 wurde sie 20-mal belgische Meisterin, 22-mal stand sie im Europameisterschaftsfinale und gewann dann 14-mal auch den Titel.
2010 bekam Wendy Jans eine Wildcard für die World Open 2010 und nahm damit erstmals an einem Profiturnier der Männer teil. Ab 2011 meldete sie auch für die offenen Turniere der Players Tour Championship. Bei den Ruhr Open 2013 überstand sie einmal die Qualifikation und zog in die Turnierhauptrunde ein.
Wendy Jans besitzt einen eigenen Snookerclub namens De Maxx im nordbelgischen Neerpelt.

## Erfolge
- IBSF-Snookerweltmeisterschaft: 2006, 2012, 2013, 2014, 2015, 2016, 2017, 2021, 2022 (Platz 2 2003, 2004, 2007, 2008, 2018)
- EBSA-Europameisterschaft: 2004, 2005, 2006, 2009, 2010, 2011, 2013, 2014, 2015, 2016, 2017, 2018, 2021, 2022 (Platz 2 1999, 2000, 2001, 2002, 2003, 2007, 2012, 2023)
- Continental Cup: 1999, 2001, 2003
- Belgische Frauen-Meisterschaft: 1998, 2000, 2001, 2002, 2003, 2004, 2008, 2009, 2010, 2012, 2013, 2014, 2015, 2016, 2017, 2018, 2019, 2022, 2023, 2024 (Platz 2 1999, 2011)
- EBSA European Team Championship Ladies: 2007, 2017, 2023
- Snookerweltmeisterschaft der Frauen: Finalistin 2022
- Belgische Doppel-Meisterschaft: Finalistin 2013 (mit Johan D’Hondt)

Stand: 6. Mai 2024